# Leucospis aurantiaca
Leucospis aurantiaca är en stekelart som beskrevs av Shestakov 1923. Leucospis aurantiaca ingår i släktet Leucospis och familjen Leucospidae. Inga underarter finns listade i Catalogue of Life.